# Fritz Inthaler
Fritz Inthaler (Viena, 19 de março de 1937) é um ex-ciclista austríaco. Competiu na prova de estrada (individual e por equipes) nos Jogos Olímpicos de Verão de 1960 em Roma. Seu irmão, Franz Inthaler, também foi ciclista.